# Мисвак

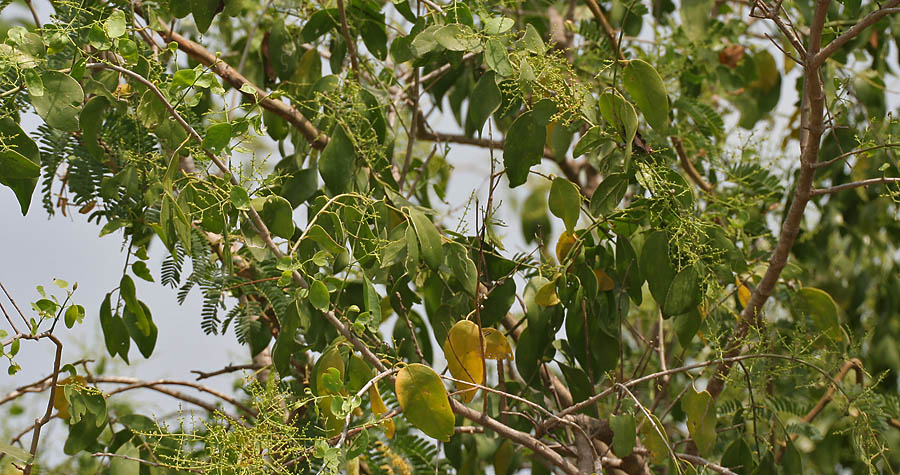
Сальвадора персидская (Salvadora persica)

Мисва́к (араб. مِسْوَاك‎), также известный как сива́к (араб. سِوَاك‎), представляет собой щётку для чистки зубов, изготовленную из веток и корней дерева арак (Сальвадора персидская). При использовании частей этого растения путём разжёвывания волокна расщепляются, образуя щетинки, которые служат для очищения зубов.

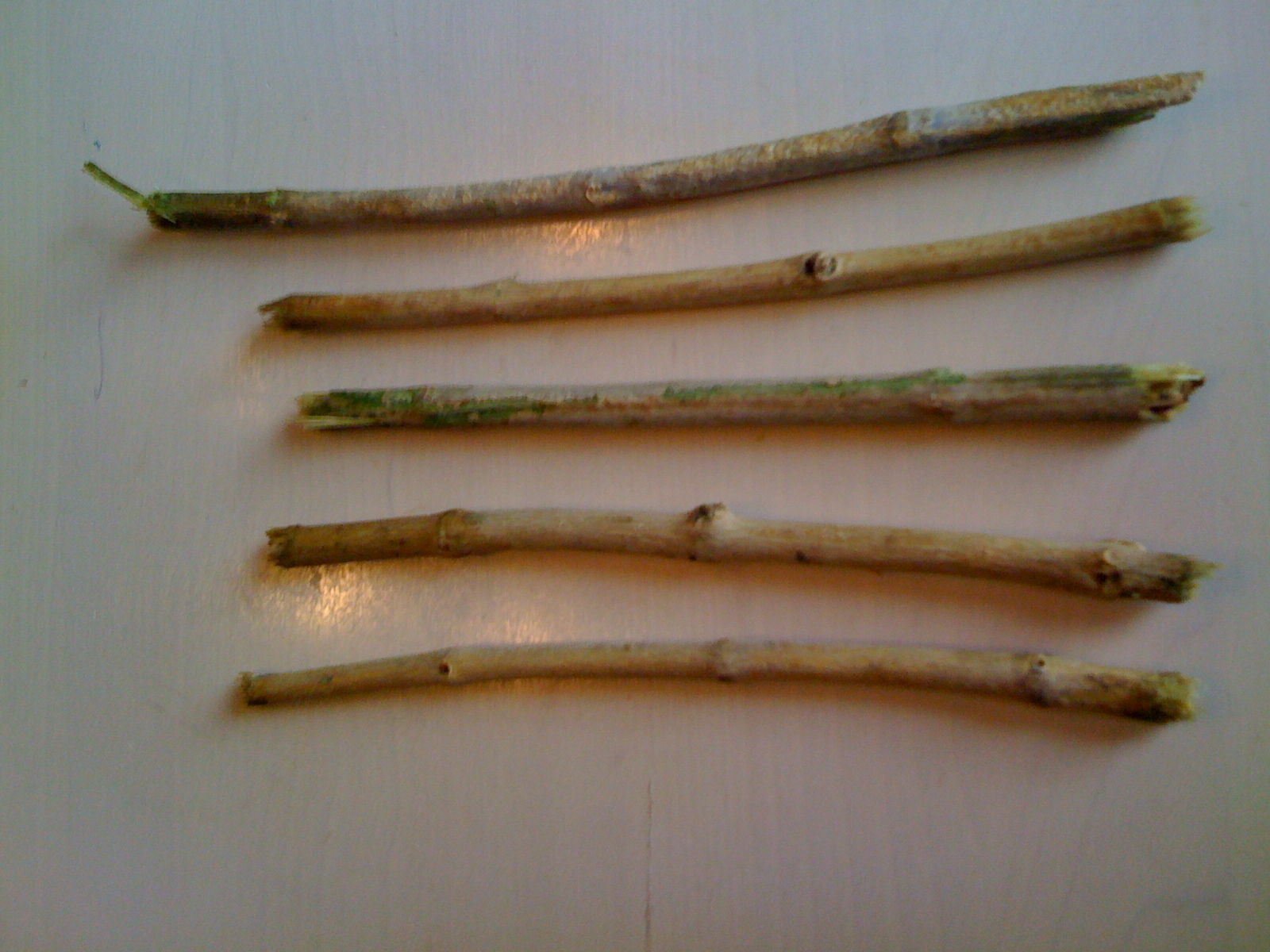
Мисвак

Мисвак использовался ещё в доисламскую эпоху на Востоке, но широкую популярность получил только в нынешнее время. Его применение распространилось с Ближнего Востока в страны Южной и Юго-Восточной Азии, где он известен под названием «жевательная палочка» (малайск. Kayu Sugi).
В исламе использование мисвака является желательным действием (сунна). В хадисах сказано, что использование мисвака чуть не стало фардом (обязанностью) для мусульман. Пророк Мухаммед говорил:

Если бы я не боялся трудностей для моей общины (умма), то я бы велел им использовать мисвак с каждым омовением.
— Имам аль-Бухари сб. хадисов «Сахих»

Используйте мисвак, так как это очищает рот и дает довольство вами Господа. Ангел Джибриль так часто рекомендовал мне мисвак, что я думал, что это станет фардом для моей уммы. А сам я использую мисвак так много и часто, что даже боюсь за свои зубы.
— Абу Умаамах

## Хранение
Для хранения сивака используются в основном пластиковые футляры, а также сивакодержатели. Для краткосрочного хранения (30-40 дней) используют родной пластиковый пакетик. При долгосрочном хранении (1-12 месяцев) сивак хранится в закрытом вакуумном пакетике в холодильнике.

## Отрезание и подготовка
Сивак отрезают обычным кухонным ножом, при большом количестве — секатором. Для подготовки сивака (зачистка от кожицы) обычно используют перочинный нож или же снимают кожицу зубами. Обе эти функции также могут быть выполнены с помощью сивакоотрезателя.
Мисвак пользуется популярностью у сторонников растительного питания (веганов, вегетарианцев, сыроедов). Наряду с ним используются другие средства гигиены, такие как плоды мыльного дерева (мыльные орехи Трифолиатус и Мукоросси), алунит, мыльные бобы Шикакай.